# Хаддерсфилд (фильм)
«Хаддерсфилд» (серб. Хадерсфилд) — сербский фильм 2007 года. Режиссёр — Иван Живкович. Экранизация одноимённой пьесе Углиша Шайтинаца и Деяна Николая Кралачича.

## Сюжет
Главный герой фильма — Раша (Горан Шушлик), 30-летний мужчина, живущий со своим отцом (Йосиф Татич), алкоголиком на пенсии, в небольшом городке в Сербии. Отец каждый день выносит что-то из дома, чтобы продать, а затем пропить полученные деньги. Раша едва сводит концы с концами, давая частные уроки девушкам, подрабатывая раз в неделю на радиостанции. К нему каждый день заходит сосед — Иван (Небойша Глоговац), некогда подававший надежду дзюдоист, прошедший лечение в психиатрической больнице, ныне находящийся на пенсии по причине инвалидности. Дуле (Воин Четкович) — бывший одноклассник Раши, заведует магазином швейцарских сладостей. Их монотонную жизнь нарушает приехавший в гости одноклассник Раши и Дуле — Игор (Дамъян Кецоевич), уже 11 лет живущий в Хаддерсфилде, в Англии. Тут-то всё и начинается. Во встрече трёх бывших одноклассников раскрывается судьба целого поколения, их отношение к жизни, стране. Происходит столкновение взглядов и переосмысление самой жизни.

## В ролях
| Актёр            | Роль                                |
| ---------------- | ----------------------------------- |
| Горан Суслжик    | Раша                                |
| Небойша Глоговац | Иван                                |
| Дамъян Кецоевич  | Игор                                |
| Войин Четкович   | Дуле                                |
| Сюзана Лукич     | Милица                              |
| Иосиф Татич      | отец Раши                           |
| Мики Манойлович  | поэт                                |
| Санья Попович    | пианистка                           |
| Елисавета Саблич | мать Ивана                          |
| Милан Томич      | рабочий на свалке                   |
| Йован Торацки    | терапевт в психиатрической больнице |

## Критика и отзывы
Филом был представлен на МКФ в Салониках, где получил восторженные отзывы критиков.